# Duodenalatresie
Die Duodenalatresie, auch als duodenojejunale Atresie bezeichnet, ist eine angeborene, zu den Darmatresien gehörende Entwicklungsstörung, bei der das Lumen des Zwölffingerdarmes nicht durchgängig ist. Dies ist entweder durch ein Fehlen eines kurzen oder längeren Darmanteiles (eine echte Atresie), eine Membran im Darmlumen oder eine Fehlanlage der Bauchspeicheldrüse bedingt (ringförmige Fehlanlage der Bauchspeicheldrüse Pancreas anulare), wobei in diesem Fall meist nur eine Duodenalobstruktion vorliegt, s. Duodenalstenose. Die fehlende Durchgängigkeit bewirkt, dass sich vor der Geburt Magen und Darmanteil vor der Atresie stark aufweiten und der übrige Darm klein bleibt, da das geschluckte Fruchtwasser diesen Darmanteil nicht erreicht. Ferner liegt ein Polyhydramnion vor.

## Häufigkeit
Die Häufigkeit des Auftretens beträgt 1:7.000. Bei etwa der Hälfte der Betroffenen liegen weitere Fehlbildungen vor. Die Duodenalatresie bei Pancreas anulare findet man gehäuft bei Kindern mit Trisomie 21, etwa 20 %, bei weiteren 20 % finden sich Herzfehler.

## Einteilung
Folgende Klassifikation ist gebräuchlich:
- Typ I (Duodenal-Diaphragma) mit einer das Lumen verschließenden Membran und normaler Muskelwand
- Typ II (strangförmige Duodenalatresie) mit einer kurzen Unterbrechung durch einen Bindegewebsstrang
- Typ III (vollständige Duodenalatresie) mit vollständiger Trennung der beiden Enden des Duodenums

Eine modifizierte Klassifikation findet sich unter Darmatresie#Klassifikation.

## Symptome
Die Säuglinge erbrechen, da die Nahrung nicht passieren kann. Weitere mögliche Krankheitszeichen sind galliges Erbrechen, eingesunkener Unterbauch, klares (Magensaft-)Erbrechen oder ein vorgewölbter Oberbauch.

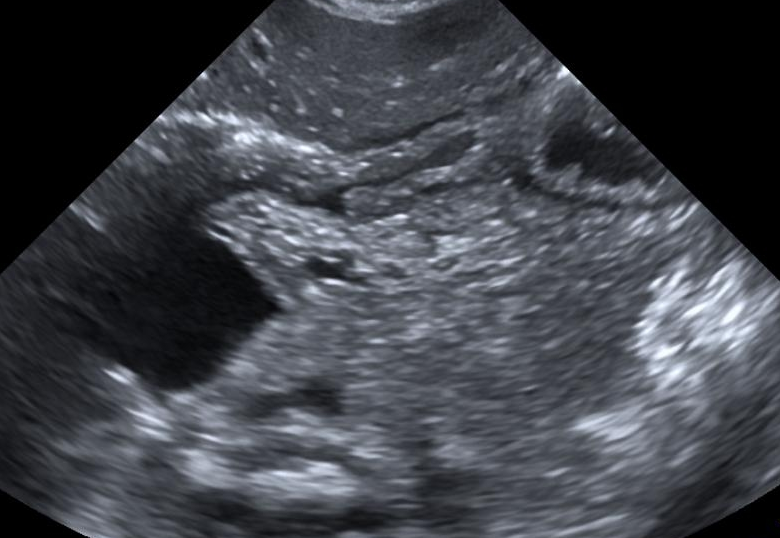
Sono: dilatierter Bulbus duodeni (linker Bildteil), kontrahiertes Antrum, Magen angeschnitten

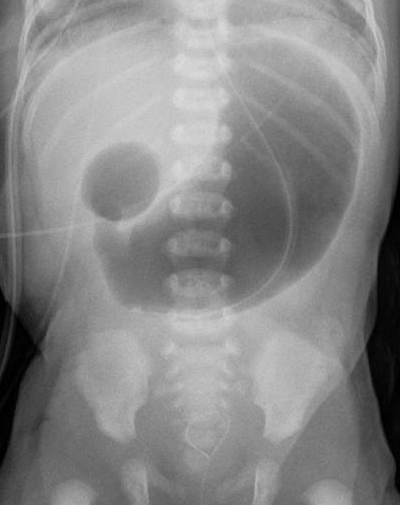
Abdomenübersicht im Liegen Duodenalatresia bei einem Neugeborenen mit typischen Double-Bubble

## Diagnostik
Bei Ultraschalluntersuchungen (vorgeburtlich im Rahmen von Pränataldiagnostik) fällt eine Duodenalatresie durch das sogenannte „Double-bubble-Phänomen“ auf: Der Magen des ungeborenen Kindes ist mit Flüssigkeit gefüllt (erste Blase / „Bubble“) und auch das Duodenum (Zwölffingerdarm) weist Flüssigkeit auf (zweite Blase / „Bubble“). Nebeneinander liegend zeigt sich aufgrund dessen im Ultraschall das Bild einer Doppel-Blase (sog. Double-Bubble).
Das gleiche Phänomen kann auch nach der Geburt durch eine Röntgenuntersuchung gesehen werden. Dadurch, dass sich der obere Magen-Darm-Trakt nach der Geburt mit Luft füllt, entsteht eine Luftblase im Magen, sowie eine im Duodenum. Der übrige Darmtrakt ist luftleer.

## Differentialdiagnostik
Abzugrenzen ist u. a. eine Pylorusatresie.

## Therapie
Die Therapie erfolgt nachgeburtlich (postnatal), sobald es geht, operativ. Bis dahin wird eine Magensonde eingeführt, um dem Sekret (Speichel, Magensaft, Dünndarmsaft), das nicht in den weiteren Dünndarm fließen kann, eine Abflussmöglichkeit nach außen zu geben. Bei der Operation wird je nach Ursache der Atresie entweder der Darm eröffnet und die Membran durchtrennt, die Darmanteile aneinandergenäht oder, wenn die Größenunterschiede zwischen oberem und unterem Anteil zu groß sind, vorübergehend ein Enterostoma angelegt, das dann später wieder entfernt wird. Nach der Operation kann es aufgrund von massiven Aufweitungen des Duodenums und damit einhergehenden Passagestörungen längere Zeit dauern, bis ein vollständiger Kostaufbau durch den Mund erfolgen kann.